# Floby
Floby – miejscowość (tätort) w Szwecji, w regionie administracyjnym (län) Västra Götaland, w gminie Falköping.
Według danych Szwedzkiego Urzędu Statystycznego liczba ludności wyniosła: 1562 (31 grudnia 2015), 1596 (31 grudnia 2018) i 1610 (31 grudnia 2019).